# 孔弘緒
孔弘緒（1448年3月25日—1504年2月16日），字以敬，號南溪，山東曲阜人，孔子六十一代嫡長孫。明代衍聖公。大學士李賢的女婿，程敏政連襟。

## 生平
孔弘緒出生於正統十三年（1448年）二月二十一日戌時:9，幼年喪父。祖父孔彥縉在代宗景泰六年（1455年）去世後，八歲的孔弘緒襲封六十一代衍聖公。英宗復辟後，弘緒入賀，時年十歲，進止有儀，英宗“握其手，置膝上，語良久”，大悅。英宗聽說弘緒的住所狹小，便給他換了另一所大宅。
孔弘緒少年得厚遇，又恃岳父是大學士李賢，所為多“過舉”，濫殺無辜。憲宗成化五年（1469年）因宮室踰制，被南京科道所弹劾，夺爵廢為庶人，令其弟孔弘泰襲。之後孔弘泰多次提出要還爵，孔弘緒以自己的兒子尚未長成沒有答應。孝宗弘治十一年（1498年），地方官員上報弘緒已「遷善改行」，命復冠帶。弘治十六年（1503年）孔弘泰去世，朝廷以孔弘緒長子孔聞韶承襲衍聖公。孔聞韶返家之時，孔弘緒將詔書、麟服、玉帶、金幣等擺出，告誡兒子：「此吾祖之澤，聖天子之賜也，汝慎守之。」弘治十七年（1504年）二月初一寅時，孔弘緒去世，享年五十七歲:9；朝廷遣官致祭。
清朝時，為避乾隆帝弘曆之諱，《明史》等清代文獻將其以「孔宏緒」之名記載。

## 家庭
- 祖父：孔彥縉（1401年—1455年），衍聖公，孔子第五十九代嫡孫。
- 祖母：夏氏（1399年—1434年），揚州江都人，江西布政使司參政夏濟長女[註 1]
  - 父：孔承慶（1420年—1450年），早卒未襲，追贈衍聖公
  - 母：王氏（1419年—1481年），兗州寧陽人，順天府尹王賢的女兒；後被封為衍聖公太夫人。[註 2]
    - 元配：李氏，南陽鄧州人，華蓋殿大学士李贤次女[1]:10。
    - 繼配：熊氏，兗州護衛百戶熊禎孫女。
    - 繼配：袁氏（1467年—1541年），開封蘭陽人，山東按察使司副使袁端第三女[註 3]。
    - 側室：江氏（1457年—1530年），孔聞韶生母。濟寧衛指揮僉事江耘孫女、江洪第四女，共有七子四女[註 4][4]。
      - 長子：孔聞韶（1482年—1546年）；弘治十六年（1503年），叔父孔弘泰去世後承襲衍聖公。
      - 二子：孔聞禮，翰林院五经博士
      - 四子：孔聞義，三氏學生
      - 大女婿：鄔祜
      - 二女婿：尹繼祖，濟南歷城人，吏部尚書尹旻之孫。
      - 三女婿：劉元昌
      - 四女婿：東甌恭恪王朱健楸（1496年—1565年）[5]

    - 同母弟：孔弘泰（1450年—1503年），成化六年（1470年）代襲衍聖公。

## 圖片

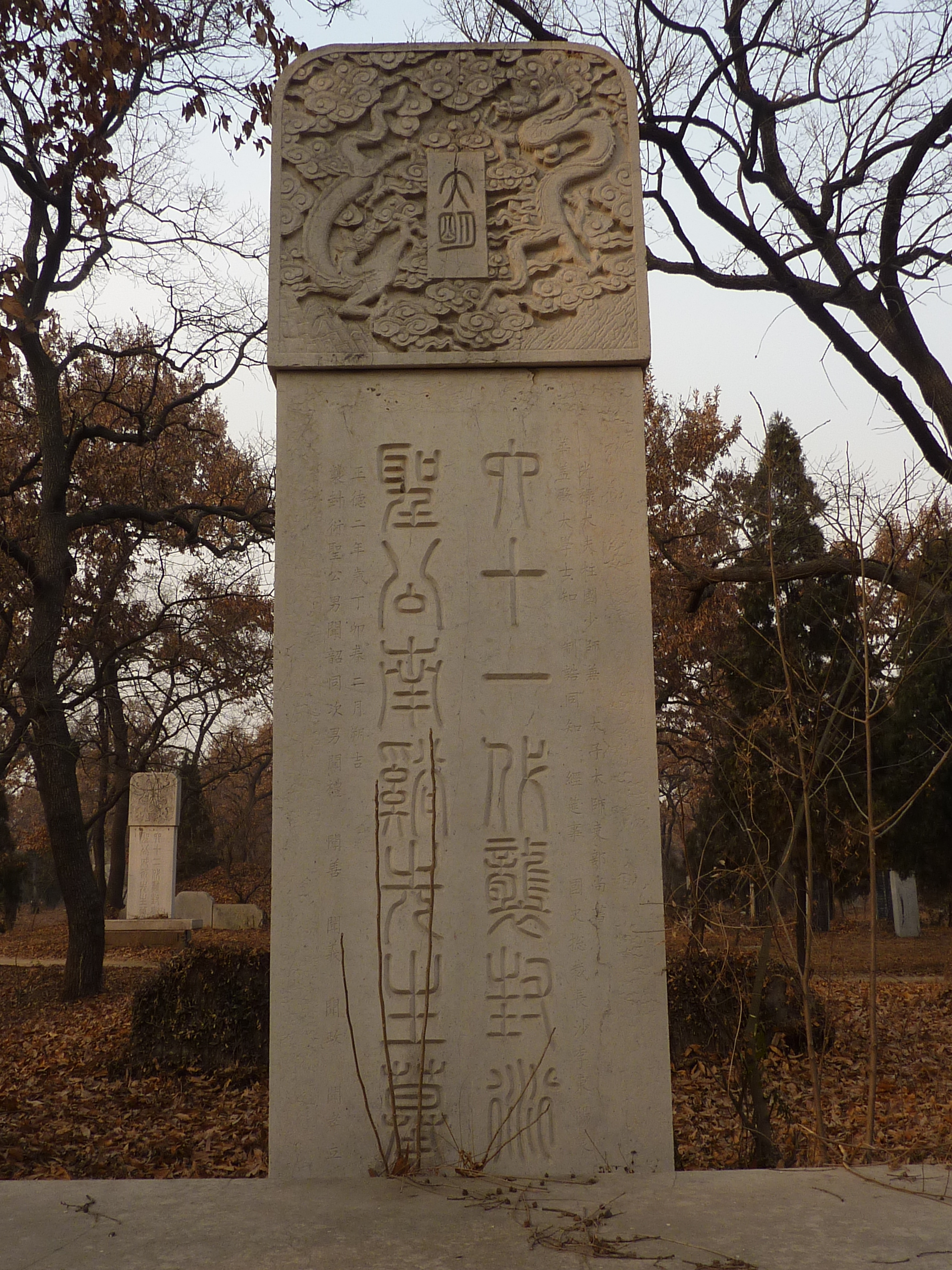
孔弘绪墓
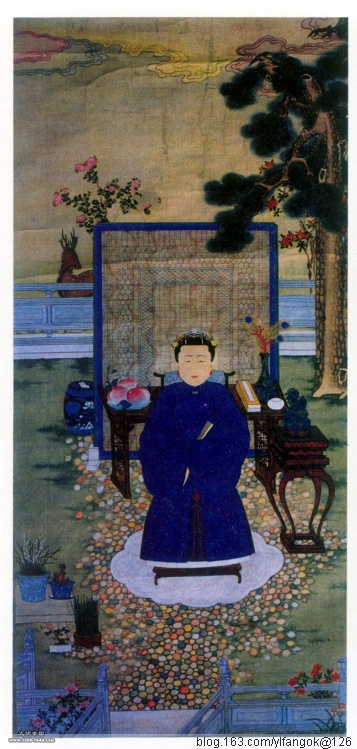
孔弘绪貳室江夫人

## 附註
1. ↑  「夫人夏氏，江都人，江西布政使司參政濟長女；建文元年五月十一日丑時生，宣宗宣德九年八月三十日戌時卒，年三十六」
2. ↑  「夫人王氏，寧陽人，順天府尹賢女；封衍聖公太夫人。永樂十七年二月二十日亥時生，憲宗成化十七年正月初七日辰時卒，年六十三」
3. ↑  「袁氏，蘭陽人，山東按察使司副使端第三女；成化三年十一月二十六日戌時生，世宗嘉靖二十年九月十二日丑時卒，年七十五。子二，聞韶、聞禮，竝庶出。」
4. ↑  「生母江氏，□□人，濟寧衛指揮僉事耘孫女、洪第四女；贈夫人。天順元年九月十二日巳時生，嘉靖九年正月十五日戌時卒，年七十四」

## 参看
- 孔子
- 儒家（儒教）
- 孔子世系
- 衍聖公
- 孔德成
- 孔氏南宗

| 前任： 祖父孔彥縉 | 衍聖公 1455年—1469年 | 繼任： 弟孔弘泰 |